# Советская Белоруссия (Telegram-канал)
Советская Белоруссия — сатирический пародийный Телеграм-канал. Возник в 2019 году под названием «ШUТ.BY» и использовался в роли личного «блокнота» для сатирических заметок. После приобретения популярности в 2020 году сменил название на «Советская Белоруссия», пародируя другое белорусское СМИ. Автор канала делает сатирические заметки в стиле новостей и пародирует белорусские государственные издания. Некоторые публикации канала иногда воспринимались всерьёз и перепечатывались другими государственными и независимыми СМИ.

## История
Телеграм-канал был создан в октябре 2019 года под названием «ШUТ.BY» и изначально выполнял роль личного «блокнота» для сатирических заметок. Первой новостной заметкой стала публикация «Беларусь вышла из договора по сокращению количества яиц в лотке». До лета 2020 года на него было подписано всего 50 человек. Популярность канала начала расти после того, как его стал активно распространять и продвигать один из анонимных читателей. Достигнув отметки в 500—1000 подписчиков, канал изменил формат и переименовался в «Советскую Белоруссию». К 1 октября 2020 года у него насчитывалось уже 18 тысяч подписчиков, тогда как у оригинальной «Совбелки» их было всего 800. В марте 2021 года количество подписчиков выросло до 26 тысяч. В марте 2021 года появились слухи, что администратор канала был задержан. Такие опасения возникли после публикации «с 25 марта редакция уходит в неоплачиваемый отпуск на 15 суток» и последующей остановкой обновления ленты. Однако позднее автор канала вышел на связь и успокоил читателей комментарием, что «пока не задержан».

### Задержание администратора и захват канала
28 апреля 2021 года администратор проекта перестал выходить на связь. На следующий день стало понятно, что канал захвачен. В нём начали появляться публикации с издевательством над деятелями белорусской оппозиции. За два дня аудитория канала упала с 30 тысяч подписчиков до 13 тысяч. Также на канале появились публикации с издевательствами и над автором — в них его называли «нациком». СМИ установили приблизительную личность автора телеграм-канала. Судья суда Фрунзенского района города Минска признала мужчину виновным по двум статьям Административного кодекса и приговорила его к 25 суткам ареста. 29 апреля 2021 года вместо захваченного канала администраторами «Ха-ха, я тут жыву!» был создан новый. Они пообещали передать новый канал создателю после его освобождения.

## Стиль и содержание
На канале публикуются шутки, написанные в стиле реальных новостей. Как правило, новые записи в канале появляются в связи с комментариями высоких чиновников или громкими общественно-политическими инцидентами. Канал пользуется методом «перехвата дискурса» для рефлексии о событиях в стране.
Проект любит давать свои определения для политиков и пропагандистов. Например аналитика Александра Шпаковского он называет «политическим сомелье», а Алексея Дзерманта — «знахарем-политологом». Светлану Тихановскую канал называет «хунтессой». В 2024 году, на фоне усиления белорусской пропаганды о бедности стран Балтии, «Совбелка» регулярно публиковала материалы о «голодных латышах».
Также Телеграм-канал любит проводить интерактивные опросы для своих читателей. В одном из таких проект предложил сделать выбор между «Лукашенко и ядерной войной». 90 % читателей выбрали ядерную войну.
Новости от сатирического канала нередко воспринимались всерьёз и перепечатывались другими СМИ. Так, например, 27 сентября 2020 года Белтелерадиокомпания опубликовала в своём Телеграм-канале репост Совбелки, в котором пожилая активистка Нина Багинская якобы грубо запихивала сотрудника ОМОН в микроавтобус.

## Оценки
Светлана Тихановская в одном из интервью рассказала про своё отношение к сатирическому каналу: «Знаете, не хватает нам позитивных эмоций сейчас. И я время от времени читаю этот телеграм-канал. И мне очень нравится, что делают. Мне очень нравится, когда вечером перед сном читаешь и там: „Тихановская, спишь?“ Я не сплю, читаю». Также политический деятель добавила: «Достойный канал и придает настроения».
«The Village Беларусь» писало, что авторы канала виртуозно использовали в своих публикациях реальный контекст, события и провластную риторику.
По мнению доцента кафедры периодической печати и веб-журналистики БГУ Александра Градюшко, «Советская Белоруссия» начала играть одну из ведущих ролей в белорусском медиапространстве.

### Комментарии
1. ↑  Пародия на популярный портал TUT.BY
2. ↑  Пародия на знаменитую белорусскую газету, которая сменила в 2018 году название на «СБ. Беларусь сегодня»[3].
3. ↑  Отсылка на возможное пристрастие политолога к алкоголю.
4. ↑  Отсылка на неонацистское и языческое прошлое государственного политолога[11].